# Vinschgauer

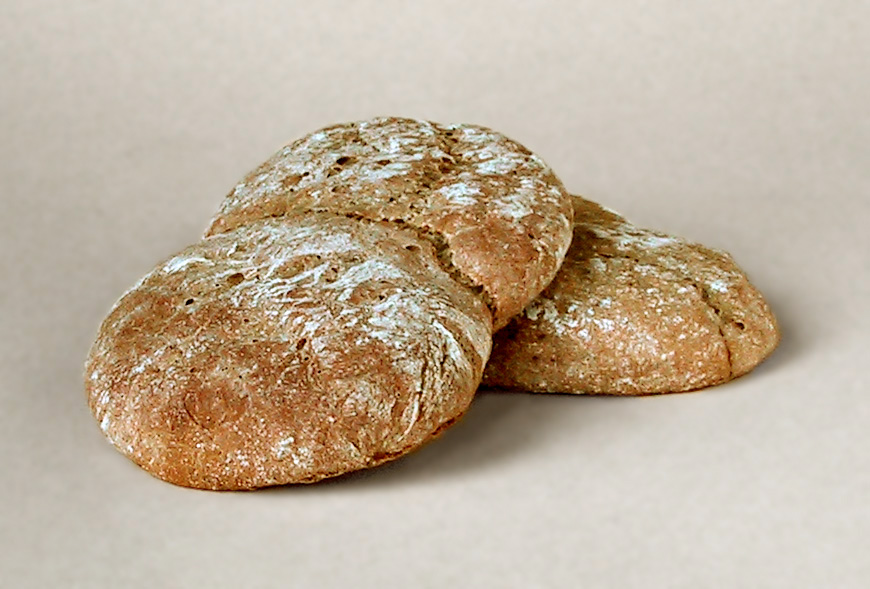
Zwei Vinschgauer Paarln

Vinschgauer, Vinschgerlen oder Vinschger Paarlan (Pärchen) sind handtellergroße, zwei bis drei Zentimeter dicke Fladenbrötchen aus Roggen-Weizen-Sauerteig und Hefe aus dem Südtiroler Vinschgau. Sie sind auch in Tirol und Vorarlberg verbreitet, wo es zudem wesentlich größere Varianten gibt.
Traditionell werden sie paarweise zusammenhängend gebacken, weshalb sie im Volksmund einfach nur Paarlan genannt werden. Typisch ist neben der flachen Form, die einen hohen Krustenanteil bewirkt, die Würzung mit dem geschmacklich an Curry erinnernden Schabzigerklee und den Samen von Koriander, Fenchel und Kümmel. Vinschgauer haben eine großporige Krume und halten sich durch den Roggenanteil von etwa 70 Prozent und die Teigführung mehrere Tage frisch. Daher eignen sie sich besonders gut als Proviant für längere Wanderungen.
Verwandt, aber wesentlich dünner und länger haltbar ist das ebenfalls aus Südtirol stammende Schüttelbrot.